# RGS20
RGS20 (англ. Regulator of G protein signaling 20) – білок, який кодується однойменним геном, розташованим у людей на короткому плечі 8-ї хромосоми. Довжина поліпептидного ланцюга білка становить 388 амінокислот, а молекулярна маса — 43 692.
| 10         |  | 20         |  | 30         |  | 40         |  | 50         |
| ---------- |  | ---------- |  | ---------- |  | ---------- |  | ---------- |
| MPQLSQDNQE |  | CLQKHFSRPS |  | IWTQFLPLFR |  | AQRYNTDIHQ |  | ITENEGDLRA |
| VPDIKSFPPA |  | QLPDSPAAPK |  | LFGLLSSPLS |  | SLARFFSHLL |  | RRPPPEAPRR |
| RLDFSPLLPA |  | LPAARLSRGH |  | EELPGRLSLL |  | LGAALALPGR |  | PSGGRPLRPP |
| HPVAKPREED |  | ATAGQSSPMP |  | QMGSERMEMR |  | KRQMPAAQDT |  | PGAAPGQPGA |
| GSRGSNACCF |  | CWCCCCSCSC |  | LTVRNQEDQR |  | PTIASHELRA |  | DLPTWEESPA |
| PTLEEVNAWA |  | QSFDKLMVTP |  | AGRNAFREFL |  | RTEFSEENML |  | FWMACEELKK |
| EANKNIIEEK |  | ARIIYEDYIS |  | ILSPKEVSLD |  | SRVREVINRN |  | MVEPSQHIFD |
| DAQLQIYTLM |  | HRDSYPRFMN |  | SAVYKDLLQS |  | LSEKSIEA   |  |            |

A: Аланін

C: Цистеїн

D: Аспарагінова кислота

E: Глутамінова кислота

F: Фенілаланін

G: Гліцин

H: Гістидин

I: Ізолейцин

K: Лізин

L: Лейцин

M: Метіонін

N: Аспарагін

P: Пролін

Q: Глутамін

R: Аргінін

S: Серин

T: Треонін

V: Валін

W: Триптофан

Кодований геном білок за функціями належить до фосфопротеїнів, інгібіторів передачі внутрішньоклітинних сигналів. 
Задіяний у такому біологічному процесі, як альтернативний сплайсинг. 
Локалізований у цитоплазмі, ядрі, мембрані.